# Potentilla potaninii
Potentilla potaninii är en rosväxtart som beskrevs av Nathanael Matthaeus von Wolf. Potentilla potaninii ingår i Fingerörtssläktet som ingår i familjen rosväxter. Utöver nominatformen finns också underarten P. p. compsophylla.